# Marko Pešić
Marko Pešić (Sarajevo, Yugoslavia, 6 de diciembre de 1976)  es un exjugador de baloncesto serbo-alemán. Con 1.98 de estatura, jugaba en la posición de alero. Es hijo del prestigioso entrenador Svetislav Pešić.

## Equipos

### Clubes
| Club                  | País     | Año         |
| --------------------- | -------- | ----------- |
| ALBA Berlín           | Alemania | 1995 - 1999 |
| Iraklis Salónica B.C. | Grecia   | 1999 - 2000 |
| ALBA Berlín           | Alemania | 2000 - 2004 |
| Colonia 99ers         | Alemania | 2004 - 2005 |
| Virtus Roma           | Italia   | 2005 - 2006 |
| Teramo Basket         | Italia   | 2006        |

## Selección nacional
Pešić representó internacionalmente a Alemania tanto a nivel juvenil como a nivel absoluto.
Disputó varias ediciones del Eurobasket (siendo subcampeón en la de 2005) y formó parte de la selección de Alemania que terminó tercera en el Campeonato Mundial de Baloncesto de 2002.